# Philhygra tahoensis
Philhygra tahoensis är en skalbaggsart som först beskrevs av Thomas Casey 1906.  Philhygra tahoensis ingår i släktet Philhygra och familjen kortvingar. Inga underarter finns listade i Catalogue of Life.